# Rafael Díaz Cabrera
Rafael Díaz Cabrera (La Coronada, 1565-Madrid, 30 de septiembre de 1630) fue un presbítero católico español, religioso trinitario calzado y obispo de Mondoñedo.

## Biografía
Rafael Díaz Cabrera nació en La Coronada (Badajoz - España) en 1565. Ingresó en el convento de los trinitarios de Santa María del Campo, en La Mancha, en 1580. Hizo su profesión un año después. Luego de estudiar filosofía y teología fue elegido ministros de varios conventos de la provincia trinitaria de Castilla, León y Navarra. Más tarde fue ministro provincial de dicha provincia. El rey Felipe III le presentó para el obispado de Mondoñedo en enero de 1618. El papa Pablo V le confirmó en dicho cargo. Recibió su consagración episcopal en la iglesia de los trinitarios calzados de Madrid, el 30 de diciembre de 1618, de manos de Fernando Acevedo González, arzobispo de Burgos. Sirvió la diócesis hasta su muerte, acaecida el 30 de septiembre de 1630, mientras estaba de visita en el convento de los trinitarios de Madrid. Sus honras fúnebres fue predicada por el famoso sacerdote trinitario Hortensio Félix Paravicino.